# Семёнов, Даниил Константинович
Даниил Константинович Семёнов (род. 27 июня 2000, Красноярск) — российский регбист, полузащитник веера (флай-хав), способен также играть замыкающим (фуллбэком) команды «Красный Яр».

## Биография

### Клубная карьера
Регби начал заниматься в Красноярске с 6-ти летнего возраста. Продолжил занятия в Ногинске, куда его семья переехала в 2011 году. В 2015 перешёл в интернат «Енисея-СТМ». Кроме регби занимался также плаванием (КМС). По окончании интерната играл за дубль «тяжёлой машины». Перед началом сезона 2020/2021 года принял предложение новичка дивизиона ЦСКА. На высшем уровне дебютировал в матче 2-го тура, за день до своего двадцатиоднолетия, против «Локомотива», выйдя в стартовом составе. Первые очки набрал в матче 9-го тура (отметился двумя штрафными), и был признан игроком тура. 

### Карьера в сборной
Семёнов поочередно выступал за сборные U-18 и U-20. Став твёрдым игроком основного состава «тяжёлой машины» Даниил закономерно получил вызов в тренировочный лагерь национальной команды.

## Статистика
Актуально на 03.02.2021. Еврокубки считаются по календарному году.